# ثوم الزبداني
ثوم الزبداني (باللاتينية: Allium zebdanense) نوع نباتي عشبي يتبع جنس الثوم من الفصيلة الثومية.

## الموئل والانتشار
ينتشر في بلاد الشام وتركيا.